# 4495 (1988 VS)
4495 (1988 VS) је астероид са средњом удаљеношћу од Сунца која износи 3,945 астрономских јединица (АЈ).
Апсолутна магнитуда астероида је 11,3.